# Alexandre II de Epiro
Alexandre II de Epiro em um camafeu de ágata, c. 260 a.C., Cabinet des Médailles, Paris
Alexandre II (em grego clássico: Αλέξανδρος Β' της Ηπείρου, Epiro,? — 242 a.C.) foi um rei do Epiro (272–255 a.C) e filho de Pirro e Lanassa, filha do tirano siciliano Agátocles.

## Reinado
Alexandre sucedeu seu pai como rei em 272 a.C. e continuou a guerra que seu pai havia iniciado contra Antígono II Gônatas, a quem conseguiu expulsar do reino da Macedônia. No entanto, ele foi destituído tanto da Macedônia quanto do Epiro por Demétrio II da Macedônia, filho de Antígono II, e então se refugiou entre os acarnanos. Com a ajuda deles e de seus próprios súditos, que nutriam grande afeição por ele, recuperou o Epiro. Parece que ele era aliado dos etólios.
Alexandre casou-se com sua meia-irmã paterna, Olímpia, com quem teve dois filhos, Pirro II e Ptolomeu, e uma filha, Fítia. Karl Julius Beloch situa a morte do rei Alexandre II “por volta de 255” e sustenta essa data com uma elaborada cadeia de raciocínios. Com a morte de Alexandre, Olímpia assumiu a regência em nome dos filhos e casou Fítia com Demétrio.Existem moedas de prata e cobre deste rei. As primeiras apresentam uma cabeça jovem coberta com a pele da cabeça de um elefante. O reverso representa Palas segurando uma lança em uma mão e um escudo na outra, e diante dela está uma águia sobre um raio.